# Gare de Gravigny-Balizy
La gare de Gravigny-Balizy est une gare ferroviaire française du réseau Transilien de la commune de Longjumeau, dans le département de l'Essonne. Le nom de la gare résulte de son implantation entre deux hameaux de cette commune : celui de Gravigny au nord-est de la gare et celui de Balizy au sud-ouest.

## Histoire

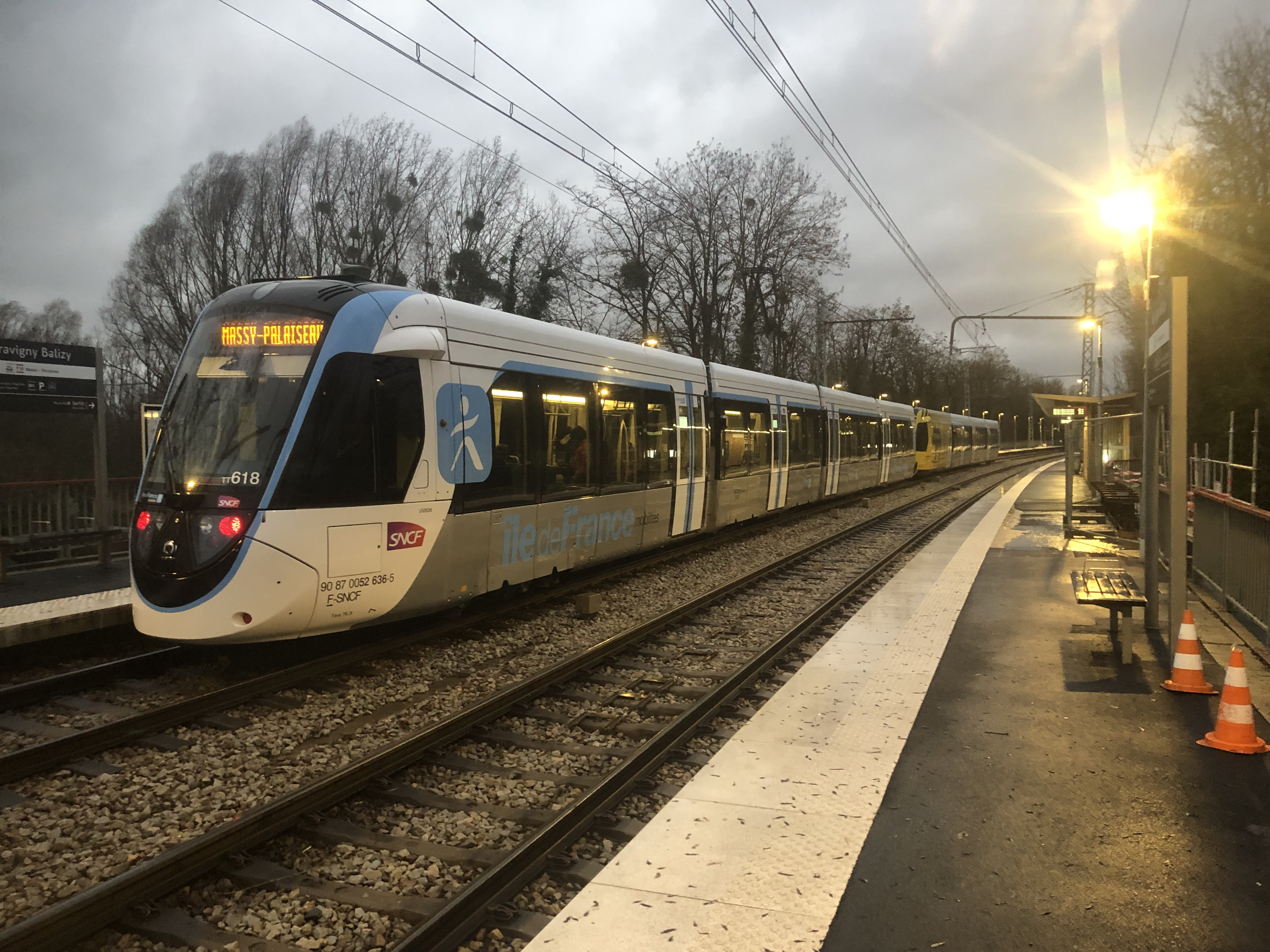
Citadis Dualis se dirigeant vers Massy-Palaiseau.

Le 1er mai 1883, le trafic de la ligne de Grande Ceinture ouvre aux voyageurs sur la section de Versailles-Chantiers à Savigny-sur-Orge. La gare de Gravigny-Balizy est créée à cette occasion.
Le 15 mai 1939, le trafic voyageurs prend fin sur la section nord de la Grande ceinture comprise entre Versailles-Chantiers et Juvisy. Par contre, il subsiste sur la section sud, entre Juvisy et Versailles via Massy - Palaiseau. La gare de Gravigny-Balizy reste donc ouverte aux voyageurs.
Elle est dotée de deux passages souterrains : un à chaque extrémité des quais. Un passage à niveau (PN 52) se trouve également en tête des quais côté Juvisy.
Depuis le 9 décembre 2023, cette gare est desservie par la ligne 12 du tramway en remplacement de la branche C8 de la ligne C du RER.

## Fréquentation
De 2015 à 2023, selon les estimations de la SNCF, la fréquentation annuelle de la gare s'élève aux nombres indiqués dans le tableau ci-dessous.  
| Année     | 2015    | 2016    | 2017    | 2018    | 2019    | 2020    | 2021    | 2022    | 2023    |
| --------- | ------- | ------- | ------- | ------- | ------- | ------- | ------- | ------- | ------- |
| Voyageurs | 553 195 | 543 295 | 530 728 | 507 730 | 489 424 | 104 735 | 156 103 | 404 265 | 430 204 |

## Service des voyageurs

### Accueil
Halte ou station SNCF, c'est un point d'arrêt non géré (PANG) à accès libre. Elle dispose de deux quais. Elle est équipée d'abris sur chacun des quais et d'automates pour l'achat et le compostage de titres de transport. C'est une station qui est accessible « en toute autonomie » par les personnes en fauteuil roulant, grâce à des rampes. La traversée des voies se fait au travers d'un passage souterrain et d'ascenseurs.

### Desserte
La gare de Gravigny-Balizy est desservie par des tram-trains de la relation Massy-Palaiseau - Évry-Courcouronnes (ligne T12).

## Intermodalité
La gare est desservie par les lignes DM12, B et C du réseau de bus Paris Saclay.

## Sentier pédestre
Le sentier de grande randonnée de pays de la ceinture verte d'Île-de-France passe par la gare.